# Pascal Johansen
Pascal Johansen (* 28. April 1979 in Colmar, Elsass) ist ein ehemaliger französischer Fußballspieler.

## Karriere
Johansen begann seine Profikarriere 1997 bei Racing Straßburg. Mit den Elsässern wurde stieg er 2001 aus der ersten Liga ab, konnte jedoch in derselben Saison Pokalsieger werden und in der Folgesaison den direkten Wiederaufstieg schaffen. 2003 ging Johansen dann zu Olympique Marseille. Dort konnte er sich jedoch nicht durchsetzen, weshalb er in der Saison 2004/05 auf Leihbasis wieder für Racing Straßburg spielte. 2005 kehrte er dann endgültig nach Straßburg zurück. 2006 stieg man ab, um im folgenden Jahr den Wiederaufstieg zu schaffen. In der Saison 2007/08 spielte man von Anfang an im Abstiegskampf, ehe man dann wieder Abstieg. Johansen verließ Straßburg daraufhin und ging zum FC Metz, welcher ebenfalls den Gang in die zweite Liga antrat. In den zwei Saisons spielte man stets um den Aufstieg mit, jedoch verpasste man den Aufstieg jeweils mehr oder weniger knapp. 2010 ging er dann zu Grenoble Foot 38. Mit diesem Klub stieg er 2011 in die dritte französische Liga, das Championnat de France National, ab. Nach dem Abstieg verließ Johansen den Klub und wechselte zum FC Mulhouse. 2013 ging er für zwei Jahre zur US Raon und beendete dort seine Karriere.